# Briefmarken-Jahrgang 1966 der Deutschen Post der DDR
Der Briefmarken-Jahrgang 1966 der Deutschen Post der DDR wurde 1966 durch die Deutsche Post der DDR emittiert. Wie im Vorjahr kam eine Blockausgabe an die Schalter, 6 Marken gelangten als Zusammendrucke zur Ausgabe, und es erschien die zweite Kleinbogenausgabe der DDR-Post.
Zum Jahrgang gehörten insgesamt 77 Sondermarken, 1 Block und 1 Kleinbogen mit insgesamt 85 Motiven. Der Ausgabeumfang erhöhte sich etwas gegenüber dem Vorjahr (1965: 69 Sondermarken, davon 4 in zwei Briefmarkenblocks). Bei 5 Sondermarken musste ein Zuschlag von 5 oder 10 Pfennigen (insgesamt 0,30 Mark) bezahlt werden. Am Jahresende wurde ein im Vergleich zur Vorausgabe von 1962 leicht verändertes Markenheftchen mit 5 und 10 Pf-Werten der Dauermarkenserie Walter Ulbricht im Gesamtwert von 2 Mark ausgegeben. Der Nominalwert der Ausgaben (einschließlich des Markenheftchens) betrug 21,35 Mark.
Seit 1955 wurden bei den meisten Sonderbriefmarkensätzen in der Regel ein Wert sowie fast alle Blocks und die ab 1962 erschienenen Kleinbogenausgaben in deutlich reduzierter Auflage gedruckt. Diese sogenannten Werte in geringer Auflage waren, abgesehen von einer in der Regel auf zwei Stück pro Postkunde begrenzten Abgabe am ersten Ausgabetag und am ersten Tag nach Ablauf der Abholfrist, nur mit einem Sammlerausweis an den Postschaltern oder über einen zu beantragenden Direktbezug bei der Versandstelle der Deutschen Post in Berlin erhältlich. In diesem Markenjahr betrug die Auflagenhöhe dieser Werte zwischen 1 300 000 Stück und 1 500 000 Stück. Block und Kleinbogen wurden in einer etwas erhöhten Auflage von 2 Mill. Stück gedruckt.
Drei Ausgaben, 10 Jahre NVA, Internationale Mahn- und Gedenkstätten und Blutspendewesen, wurden noch auf Papier mit dem Wasserzeichen Nr. 3 (DDR um Kreuzblume) gedruckt; bei allen übrigen Marken kam wasserzeichenloses Papier zur Verwendung.
Alle Briefmarken-Ausgaben seit 1964 sowie die 2-Mark-Werte der Dauermarkenserie Präsident Wilhelm Pieck, die Flugpostmarken von 1957 und die bereits seit 1961 erschienene Dauermarkenserie Staatsratsvorsitzender Walter Ulbricht waren ursprünglich unbegrenzt frankaturgültig. Mit der Wiedervereinigung verloren alle Marken nach dem 2. Oktober 1990 ihre Gültigkeit.

## Besonderheiten
- Sondermarken

Ab 1966 kamen die Marken zur Leipziger Messe wieder als zweiwertige Sätze an die Schalter. Die seit 1961 erstmals im Emissionsprogramm der DDR-Post vertretenen Kosmosmotive erhielten in diesem Jahr nur einen Wert zur weichen Mondlandung von Luna 9 als Zugang. Vier Sportausgaben mit insgesamt 12 Werten würdigten in der DDR durchgeführte Weltmeisterschaften im Rennrodeln, Fallschirmspringen, Kanurennsport und Gewichtheben, womit erneut postalisch die Vorzugsstellung, die der Leistungssport in der DDR innehatte, hervorgehoben wurde. Um das kulturelle Leben der sorbischen Minderheit in der DDR philatelistisch zu würdigen, erschienen zwei Werte zum Gedenken an den 1816 geborenen Verleger und Wissenschaftler Jan Arnošt Smoler. Sodann war der 900. Jahrestag der Wartburg, auf der Luther die Bibelübersetzung ins Deutsche anfertigte, Anlass für einen dreiwertigen Satz. Den Bogen mit kulturhistorischen Themen rundete eine Ausgabe mit Kunstwerken des Vorderasiatischen Museums in Berlin ab.
Motivsammler wurden u. a. mit den Ausgaben IGA Erfurt, Volkstrachten in der DDR (II), Zierfische und Geschützte heimische Pflanzen bedacht. Für Märchenliebhaber kam im Dezember 1966 ein Kleinbogen mit Motiven aus Grimms Märchen Tischlein deck dich an die Schalter und eröffnete eine zunächst bis 1978 reichende Kleinbogenserie mit Märchenmotiven, die 1984 und 1985 noch zwei Nachläufer fand. Der beliebte Weihnachtskleinbogen selbst – ab 1979 mit unterschiedlichsten Weihnachtsmotiven gestaltet – sollte sich als Konstante im Emissionsprogramm der Deutschen Post der DDR bis zum letzten vollständigen Jahrgang im Jahr 1989 erweisen. Nur 1969 und 1970 kam der Märchenkleinbogen bereits im März an die Postschalter.
Mehrwertige Ausgaben erschienen zum 20. Jahrestag der SED-Gründung, zu den Internationalen Brigaden im Spanischen Bürgerkrieg, der vor 30 Jahren begonnen hatte, und zum 10. Jahrestag der Gründung der NVA, womit sich das politische Selbstverständnis der DDR auch im Markenbild widerspiegelte. Dies traf auch auf den einzigen Block des Markenjahres zum 50. Jahrestag der Reichskonferenz der Spartakusgruppe zu. Nach dem Wert „Hilfe für Vietnam“ im Vorjahr erschien nun die erste Zuschlagmarke der, mit Unterbrechungen, bis 1979 reichenden Serie „Unbesiegbares Vietnam“, die den Solidaritätsgedanken der DDR mit dem im Vietnamkrieg kämpfenden südostasiatischen Land auch in materieller Hinsicht dokumentierte, da der Zuschlagserlös für Hilfsgüter bestimmt war. Fortgesetzt wurde die 1963 begonnene und bis 1989 mit zumeist jeweils einem Wert laufende Serie „Internationale Mahn- und Gedenkstätten“. Die fast ausschließlich verwendeten Portostufen von 25 und, ab 1974, 35 Pfennigen dienten der Frankatur von Postkarten und einfachen Briefen im internationalen Verkehr, so dass mit den Ausgaben auch postalisch die antifaschistische Staatsdoktrin der DDR im Ausland demonstriert werden sollte.
- Dauermarken

Aufgrund der Änderung der DDR-Währungsbezeichnung in "MDN" (Mark der Deutschen Notenbank) wurde das Markenheftchen der Ulbricht-Dauerserie mit 8 Werten zu 5 Pfennig und 16 Werten zu 10 Pfennig Pf-Werten nunmehr mit dem Deckelaufdruck "2,- MDN" und veränderten Werbeeindrucken verkauft.
Neue Dauermarken wurden in diesem Jahrgang nicht ausgegeben.

## Liste der Ausgaben und Motive
Legende
- Bild: Eine bearbeitete Abbildung der genannten Marke. Das Verhältnis der Größe der Briefmarken zueinander ist in diesem Artikel annähernd maßstabsgerecht dargestellt. Sollten keine Marken abgebildet sein, liegt es daran, dass das Urheberrecht des Künstlers noch nicht erloschen ist.
- Beschreibung: Eine Kurzbeschreibung des Motivs und/oder des Ausgabegrundes. Bei ausgegebenen Serien oder Blocks werden die zusammengehörigen Beschreibungen mit einer Markierung versehen eingerückt.
- Wert: Der Frankaturwert der einzelnen Marke in Pfennig. Ein „+“ bedeutet, dass es sich um eine Zuschlagsmarke handelt (= Frankaturwert + Spende).
- Ausgabedatum: Das Datum des erstmaligen Verkaufs dieser Briefmarke.
- Auflage: Soweit bekannt, wird hier die zum Verkauf angebotene Anzahl dieser Ausgabe angegeben.
- Entwurf: Soweit bekannt, wird hier angegeben, von wem der Entwurf dieser Marke stammt.
- Mi.-Nr.: Diese Briefmarke wird im Michel-Katalog unter der entsprechenden Nummer gelistet.

| Sondermarken | |       |                       |            |                                    |         |
| Bild         | Beschreibung | Wert  | Ausgabe- datum (1966) | Auflage    | Entwurf                            | Mi.-Nr. |
|              | 50. Jahrestag der Reichskonferenz der Spartakusgruppe Diese und die folgende Marke wurden gemeinsam als Briefmarkenblock ausgegeben: - Ausschnitt aus einem Spartakusbrief | 20    | 3. Januar             | 2.000.000  | Peterpaul Weiß                     | 1154    |
|              | - Karl Liebknecht (1871–1919) und Rosa Luxemburg (1871–1919) | 50    | 3. Januar             | 2.000.000  | Peterpaul Weiß                     | 1155    |
|              | Weltmeisterschaften im Rennrodeln - Dameneinsitzer | 10    | 25. Januar            | 8.000.000  | Klaus Hennig, Dietrich Dorfstecher | 1156    |
|              | - Herren-Doppelsitzer | 20    | 25. Januar            | 8.000.000  | Klaus Hennig, Dietrich Dorfstecher | 1157    |
|              | - Herreneinsitzer | 25    | 25. Januar            | 1.300.000  | Klaus Hennig, Dietrich Dorfstecher | 1158    |
|              | Leipziger Frühjahrsmesse - Elektronischer Lochkartenrechner, Messezeichen                                                                                                  | 10    | 24. Februar           | 8.000.000  | Dietrich Dorfstecher               | 1159    |
|              | - Bohr- und Fräswerk, Messezeichen | 15    | 24. Februar           | 5.000.000  | Dietrich Dorfstecher               | 1160    |
|              | 10 Jahre Nationale Volksarmee - Soldat vor der Nationalgalerie | 5     | 1. März               | 5.000.000  | Peterpaul Weiß                     | 1161    |
|              | - Soldat vor dem Brandenburger Tor | 10    | 1. März               | 8.000.000  | Peterpaul Weiß                     | 1162    |
|              | - Soldat vor einer Chemieanlage | 20    | 1. März               | 8.000.000  | Peterpaul Weiß                     | 1163    |
|              | - Soldat vor einer Kartoffelvollerntemaschine | 25    | 1. März               | 1.400.000  | Peterpaul Weiß                     | 1164    |
|              | 150. Geburtstag von Jan Arnošt Smoler - Sorbischer Wissenschaftler und Verleger Jan Arnošt Smoler (1816–1884)                                                              | 20    | 1. März               | 6.000.000  | Johannes Hansky, Gerhard Stauf     | 1165    |
|              | - Haus der Sorben in Bautzen | 25    | 1. März               | 1.400.000  | Johannes Hansky, Gerhard Stauf     | 1166    |
|              | 20 Jahre Freie Deutsche Jugend - FDJ-Abzeichen für gutes Wissen | 20    | 7. März               | 7.000.000  | Dietrich Dorfstecher               | 1167    |
|              | Erste weiche Mondlandung durch Luna 9 - Mondsonde Luna 9 auf der Mondoberfläche, Erdkugel                                                                                  | 20    | 7. März               | 4.000.000  | Werner Pochanke, Gerhard Stauf     | 1168    |
|              | Sicherheit im Straßenverkehr (I) - Verkehrszeichen | 10    | 28. März              | 8.000.000  | Manfred Gottschall                 | 1169    |
|              | - Kind mit Roller | 15    | 28. März              | 4.000.000  | Hans Detlefsen                     | 1170    |
|              | - Radfahrer zeigt Richtungswechsel an | 25    | 28. März              | 4.000.000  | Manfred Gottschall                 | 1171    |
|              | - Motorradfahrer, Bierglas, Krankentransportwagen | 50    | 28. März              | 1.400.000  | Manfred Gottschall                 | 1172    |
|              | 20. Jahrestag der Gründung der Sozialistischen Einheitspartei Deutschlands (SED) - Demonstration für die Vereinigung von KPD und SPD                                       | 5     | 31. März              | 10.000.000 | Klaus Hennig                       | 1173    |
|              | - Demonstration, Fahne mit Kopfbildern von Karl Marx und W. I. Lenin | 10    | 31. März              | 16.000.000 | Karl Sauer                         | 1174    |
|              | - Karl Marx und Friedrich Engels, Titelblatt des Kommunistischen Manifests                                                                                                 | 15    | 31. März              | 7.000.000  | Klaus Hennig                       | 1175    |
|              | - Symbolischer Händedruck zwischen Wilhelm Pieck (KPD) und Otto Grotewohl (SPD)                                                                                            | 20    | 31. März              | 15.000.000 | Klaus Hennig                       | 1176    |
|              | - Walter Ulbricht wird mit Blumen begrüßt | 25    | 31. März              | 4.000.000  | Peterpaul Weiß                     | 1177    |
|              | Einweihung des neuen Verwaltungsgebäudes der Weltgesundheitsorganisation (WHO) - Emblem und Verwaltungsgebäude der WHO in Genf                                             | 20    | 26. April             | 6.000.000  | Dietrich Dorfstecher               | 1178    |
|              | Natur- und Landschaftsschutzgebiete - Landschaftsschutzgebiet Spreewald | 10    | 17. Mai               | 9.000.000  | Gerhard Stauf                      | 1179    |
|              | - Naturschutzgebiet Königsstuhl, Insel Rügen | 15    | 17. Mai               | 5.000.000  | Gerhard Stauf                      | 1180    |
|              | - Landschaftsschutzgebiet (Sächsische Schweiz) | 20    | 17. Mai               | 8.000.000  | Gerhard Stauf                      | 1181    |
|              | - Naturschutzgebiet Westdarß | 25    | 17. Mai               | 4.000.000  | Gerhard Stauf                      | 1182    |
|              | - Naturschutzgebiet Teufelsmauer bei Thale (Harz) | 30    | 17. Mai               | 1.400.000  | Gerhard Stauf                      | 1183    |
|              | - Landschaftsschutzgebiet Feldberger Seen | 50    | 17. Mai               | 5.000.000  | Gerhard Stauf                      | 1184    |
|              | Plauener Spitze (I) | 10    | 26. Mai               | 9.000.000  | Walter Rahm                        | 1185    |
|              | - Plauener Spitze: Blütenmuster | 20    | 26. Mai               | 8.000.000  | Walter Rahm                        | 1186    |
|              | - Plauener Spitze: Blütenmuster | 25    | 26. Mai               | 4.000.000  | Walter Rahm                        | 1187    |
|              | - Plauener Spitze: Blütenmuster | 50    | 26. Mai               | 1.400.000  | Walter Rahm                        | 1188    |
|              | Internationale Gartenbauausstellung (iga), Erfurt - Maiglöckchen (Convallaria majalis)                                                                                     | 20    | 16. August            | 8.000.000  | Lothar Grünewald                   | 1189    |
|              | - Indische Azalee (Rhododendron simsii) | 25    | 28. Juni              | 5.000.000  | Lothar Grünewald                   | 1190    |
|              | - Dahlie (Dahlia pinnata) | 40    | 28. Juni              | 4.000.000  | Lothar Grünewald                   | 1191    |
|              | - Persisches Alpenveilchen (Cyclamen persicum) | 50    | 28. Juni              | 1.400.000  | Lothar Grünewald                   | 1192    |
|              | Weltmeisterschaften im Fallschirmspringen - Einzelzielspringen (Landung)                                                                                                   | 10    | 12. Juli              | 8.000.000  | Klaus Hennig                       | 1193    |
|              | - Gruppenzielspringen (Sinkphase) | 15    | 12. Juli              | 1.400.000  | Klaus Hennig                       | 1194    |
|              | - Figurensprung von einer An-2, freier Fall | 20    | 12. Juli              | 9.000.000  | Klaus Hennig                       | 1195    |
|              | Kämpfer der Internationalen Brigaden im spanischen Bürgerkrieg - Hans Kahle, Noten und Text des Lieds „Die Thälmann-Kolonne“                                               | 5     | 15. Juli              | 4.000.000  | Karl Sauer                         | 1196    |
|              | - Willi Bredel, Unterricht von Mitgliedern der Internationalen Brigaden | 10+5  | 15. Juli              | 3.000.000  | Karl Sauer                         | 1197    |
|              | - Hans Beimler, Straßenkampf in Madrid unter der Losung „No Pasaran“ | 15    | 15. Juli              | 4.000.000  | Karl Sauer                         | 1198    |
|              | - Heinrich Rau, Vorbeimarsch von Mitgliedern der Internationalen Brigaden nach der Schlacht von Brunete                                                                    | 20+10 | 15. Juli              | 3.000.000  | Karl Sauer                         | 1199    |
|              | - Hans Marchwitza, Mitglieder der Internationalen Brigaden von verschiedenen Kontinenten                                                                                   | 25+10 | 15. Juli              | 3.000.000  | Karl Sauer                         | 1200    |
|              | - Artur Becker, Kampfszene aus der Schlacht am Ebro | 40+10 | 15. Juli              | 1.400.000  | Karl Sauer                         | 1201    |
|              | Weltmeisterschaften im Kanurennsport, Berlin - Kanadier-Einer der Herren                                                                                                   | 10+5  | 16. August            | 5.000.000  | Klaus Hennig                       | 1202    |
|              | - Kanadier-Zweier der Damen | 15    | 16. August            | 1.400.000  | Klaus Hennig                       | 1203    |
|              | Leipziger Herbstmesse - Fernsehgerät, Messezeichen | 10    | 29. August            | 8.000.000  | Dietrich Dorfstecher               | 1204    |
|              | - Elektrische Schreibmaschine mit Streifenlocher, Messezeichen | 15    | 29. August            | 6.000.000  | Dietrich Dorfstecher               | 1205    |
|              | Internationale Mahn- und Gedenkstätten, Oradour-sur-Glane (III) - Mahnmal im Dorf Oradour-sur-Glane und Ruinen des Dorfs vor den französischen Nationalfarben              | 25    | 9. September          | 7.000.000  | Peterpaul Weiß                     | 1206    |
|              | Blutspendewesen, Zusammenarbeit der internationalen Hilfsorganisationen und Gesundheitserziehung - Internationales Symbol für das Blutspendewesen                          | 5     | 13. September         | 6.000.000  | Harry Prieß                        | 1207    |
|              | - Symbol für die Internationale Zusammenarbeit, Zeichen der Organisationen Roter Halbmond, Rotes Kreuz und Roter Löwe                                                      | 20+10 | 13. September         | 4.000.000  | Harry Prieß                        | 1208    |
|              | - Symbol für gesunde Lebensführung und Gesundheitserziehung in der DDR | 40    | 13. September         | 1.4000.000 | Harry Prieß                        | 1209    |
|              | Welt- und Europameisterschaften im Gewichtheben, Berlin - Reißen | 15    | 22. September         | 1.400.000  | Karl-Heinz Bobbe, Gerhard Bläser   | 1210    |
|              | - Stoßen | 20+5  | 22. September         | 6.000.000  | Karl-Heinz Bobbe, Gerhard Bläser   | 1211    |
|              | VI. Kongreß der Internationalen Organisation der Journalisten (OIJ) - Kongresshalle am Alexanderplatz                                                                      | 10    | 10. Oktober           | 1.400.000  | Dietrich Dorfstecher               | 1212    |
|              | - Abzeichen der Internationalen Organisation der Journalisten | 20    | 10. Oktober           | 8.000.000  | Dietrich Dorfstecher               | 1213    |
|              | Volkstrachten (II) Diese und die folgende Marke wurden als Zusammendruck ausgegeben: - Frau in Altenburger Tracht                                                          | 5     | 25. Oktober           | 6.000.000  | Ingeborg Friebel                   | 1214    |
|              | - Mann in Altenburger Tracht | 10    | 25. Oktober           | 6.000.000  | Ingeborg Friebel                   | 1215    |
|              | Diese und die folgende Marke wurden als Zusammendruck ausgegeben: - Frau in Mecklenburger Tracht                                                                           | 10    | 25. Oktober           | 6.000.000  | Ingeborg Friebel                   | 1216    |
|              | - Mann in Mecklenburger Tracht | 15    | 25. Oktober           | 6.000.000  | Ingeborg Friebel                   | 1217    |
|              | Diese und die folgende Marke wurden als Zusammendruck ausgegeben: - Frau in Tracht der Magdeburger Börde                                                                   | 20    | 25. Oktober           | 1.500.000  | Ingeborg Friebel                   | 1218    |
|              | - Mann in Tracht der Magdeburger Börde | 30    | 25. Oktober           | 1.500.000  | Ingeborg Friebel                   | 1219    |
|              | Unbesiegbares Vietnam (I) - Bewaffnetes Mädchen pflanzt eine Blume | 20+5  | 25. Oktober           | 9.000.000  | Harry Prieß                        | 1220    |
|              | Zierfische - Phantomsalmler (Megalamphodus megalopterus) | 5     | 8. November           | 6.000.000  | Harry Prieß                        | 1221    |
|              | - Roter Neon (Hyphessobrycon axelrodi) | 10    | 8. November           | 8.000.000  | Harry Prieß                        | 1222    |
|              | - Perlbuntbarsch (Cichlasoma cyanoguttam) | 15    | 8. November           | 1.500.000  | Harry Prieß                        | 1223    |
|              | - Blauer Prachtkärpfling (Aphysemion coeruleum) | 20    | 8. November           | 7.000.000  | Harry Prieß                        | 1224    |
|              | - Südamerikanischer Schmetterlingsbuntbarsch (Mikrogeophagus ramirezi) | 25    | 8. November           | 4.000.000  | Harry Prieß                        | 1225    |
|              | - Honiggurami (Colisa chuna) | 40    | 8. November           | 4.000.000  | Harry Prieß                        | 1226    |
|              | Erdölleitung der Freundschaft - Erdölleitung mit Bohrtürmen, Streckenverlauf der Erdölleitung der Freundschaft                                                             | 20    | 8. November           | 8.000.000  | Peterpaul Weiß                     | 1227    |
|              | - Teilansicht des VEB Leuna-Werke "Walter-Ulbricht", Streckenverlauf der Erdölleitung der Freundschaft                                                                     | 25    | 8. November           | 1.400.000  | Peterpaul Weiß                     | 1228    |
|              | Vorderasiatisches Museum Berlin - Ischtartor (Detail: Stier in Angriffsstellung)                                                                                           | 10    | 23. November          | 18.000.000 | Klaus Hennig                       | 1229    |
|              | - Ischtartor (Detail: Gehörnter Schlangengreif (Drache)) | 20    | 23. November          | 14.000.000 | Klaus Hennig                       | 1230    |
|              | - Prachtstraße (Detail: Löwe mit gesenktem Schweif) | 25    | 23. November          | 5.000.000  | Klaus Hennig                       | 1231    |
|              | - Thronsaalfassade (Detail: Löwe mit erhobenem Schweif) | 50    | 23. November          | 1.500.000  | Klaus Hennig                       | 1232    |
|              | 900 Jahre Wartburg - Teilansicht der Wartburg von Osten mit Wehrgängen, neuer Kemenate und Bergfried                                                                       | 10+5  | 23. November          | 7.500.000  | Ernst Rieß                         | 1233    |
|              | - Wartburg, gotische Vogtei | 20    | 23. November          | 11.000.000 | Ernst Rieß                         | 1234    |
|              | - Wartburg, Palas (romanische Hoffront des Landgrafenhauses) | 25    | 23. November          | 1.500.000  | Ernst Rieß                         | 1235    |
|              | Märchen (I): Tischlein deck dich Diese und die folgenden fünf Marken wurden gemeinsam als Kleinbogen ausgegeben: - Der erste Sohn verlässt den Vater                       | 5     | 8. Dezember           | 2.000.000  | Klaus Hennig, Gerhard Bläser       | 1236    |
|              | - Tischlein deck dich | 10    | 8. Dezember           | 2.000.000  | Klaus Hennig, Gerhard Bläser       | 1237    |
|              | - Der diebische Wirt | 20    | 8. Dezember           | 2.000.000  | Klaus Hennig, Gerhard Bläser       | 1238    |
|              | - Goldesel streckt sich | 25    | 8. Dezember           | 2.000.000  | Klaus Hennig, Gerhard Bläser       | 1239    |
|              | - Knüppel aus dem Sack | 30    | 8. Dezember           | 2.000.000  | Klaus Hennig, Gerhard Bläser       | 1240    |
|              | - Rückkehr des dritten Sohnes | 50    | 8. Dezember           | 2.000.000  | Klaus Hennig, Gerhard Bläser       | 1241    |
|              | Geschützte heimische Pflanzen (I) - Lungenenzian (Gentiana pneumonanthe)                                                                                                   | 10    | 8. Dezember           | 8.000.000  | Werner Klemke                      | 1242    |
|              | - Rotes Waldvögelein (Cephalanthera rubra) | 20    | 8. Dezember           | 6.000.000  | Werner Klemke                      | 1243    |
|              | - Bergwohlverleih (Arnica montana) | 25    | 8. Dezember           | 1.500.000  | Werner Klemke                      | 1244    |